# Li-Book 2000
Li-Book 2000 é o primeiro álbum ao vivo de Masami Okui. Foi lançado em 22 de novembro de 2000 pela King Records e possui 14 faixas.

## Produção
Gravado durante a NEEI TOUR 2000, turnê que divulgava o álbum NEEI. Nas primeiras edições, vinha com um livreto de 40 páginas.

## Recepção
O álbum ficou uma semana no Oricon Albums Chart, chegando à 61ª posição.
O CD Journal disse que o álbum transmite o entusiasmo da turnê.

## Faixas
| CD1            |                                                              |                |                     |                      |         |  |
| N.º            | Título                                                       | Letras         | Música              | Arranjo              | Duração |  |
| 1.             | "TURNING POINT"                                              | M. Okui        | Toshiro Yabuki      | T. Yabuki            | 5:53    |  |
| 2.             | "Souda, Zettai." (de Starship Girl Yamamoto Yohko II)        | M. Okui        | T. Yabuki           | T. Yabuki            | 4:47    |  |
| 3.             | "Niji no You ni" (de Slayers N>EX.)                          | M. Okui        | M. Okui             | T. Yabuki            | 4:59    |  |
| 4.             | "endless life" (de ADVANCED V.G 2)                           | M. Okui        | M. Okui e T. Yabuki | T. Yabuki            | 5:02    |  |
| 5.             | "Sore wa Totsuzen Yatte Kuru"                                | M. Okui        | T. Yabuki           | T. Yabuki            | 4:15    |  |
| 6.             | "CHAOS"                                                      | M. Okui        | M. Okui             | Hideki Sato          | 6:23    |  |
| 7.             | "CUTIE" (de Di Gi Charat Summer Special 2000)                | M. Okui        | T. Yabuki           | T. Yabuki            | 5:01    |  |
| 8.             | "Rondo-revolution" (de Shoujo Kakumei Utena)                 | M. Okui        | T. Yabuki           | T. Yabuki            | 4:35    |  |
| 9.             | "Sunrise Sunset"                                             | M. Okui        | M. Okui             | Itaru Watanabe       | 5:51    |  |
| 10.            | "kiss in the dark" (de Fuujin Ryouiki Eretzvaju)             | M. Okui        | M. Okui             | Tsutomu Ohira        | 4:11    |  |
| 11.            | "Just do it"                                                 | M. Okui        | T. Yabuki           | T. Yabuki            | 4:41    |  |
| 12.            | "Vitamin ~Zettai, Souda.~"                                   | M. Okui        | T. Yabuki           | T. Yabuki            | 5:00    |  |
| 13.            | "Monogatari [A.C Ver.]"                                      | M. Okui        | T. Yabuki           | T. Yabuki            | 4:56    |  |
| 14.            | "Bay side love story ~from Tokyo~" (Neon Genesis Evangelion) | M. Okui        | M. Okui             | T. Yabuki e T. Ohira | 4:39    |  |
| Duração total: | Duração total:                                               | Duração total: | Duração total:      | Duração total:       | 70:13   |  |